# Phaeothamniophyceae
Phaeothamniophyceae es un pequeño grupo de unas 20 especies de algas multicelulares que viven en agua dulce, incluido en el filo Ochrophyta. Comprende formas filamentosas, capsoides, palmeloides o cocoides, siendo las células móviles biflageladas. El grupo fue establecido sobre la base de su ultraestructura, análisis de pigmentos y secuencias genómicas. Estos análisis revelaron la existencia de los pigmentos clorofilas a y c, fucoxantina, diadinoxantina, diatoxantina y heteroxantina, siendo la combinación de fucoxantina y heteroxantina únicamente conocida en este grupo. También revelaron que están relacionados con las algas pardas y las algas verde-amarillas.
También se incluye en el grupo al alga unicelular Aurearena cruciata, descubierta recientemente en playas de Japón y que inicialmente se colocó en su propia clase.